# Mont Prorel
Le mont Prorel, culminant à 2 566 m d'altitude, est un sommet du massif des Écrins dans les Alpes françaises situé sur les pentes de la rive droite de la Guisane et de la Durance, à l'ouest de la commune de Briançon. Il domine le domaine skiable de Serre Chevalier. Un téléphérique le relie à la ville de Briançon, en faisant une escale au village intermédiaire de Puy-Saint-Pierre, appelé Prorel 1 sur le premier tronçon et Prorel 2 sur le second.
De tendance calcaire, il est composé principalement par le houiller du cœur de l'anticlinorium briançonnais occidental.
Des randonnées sont possibles, comme celle du GR 50, ou encore le sentier de Notre-Dame des Neiges. Des descentes en VTT sont aussi proposées par l'office de tourisme.
Le mont Prorel a donné son nom à la famille de l'écrivain et homme politique haut-alpin Alain Prorel, comme ce dernier en fait le récit dans son second livre intitulé Sans racines (Éd. du Fournel, 1998). Dans cet ouvrage, l'auteur raconte l'histoire de son père, Vincent Prorel, abandonné par sa mère à Briançon en 1914, auquel les médecins de l'hôpital décidèrent de donner le nom du sommet surplombant la ville, le Prorel.

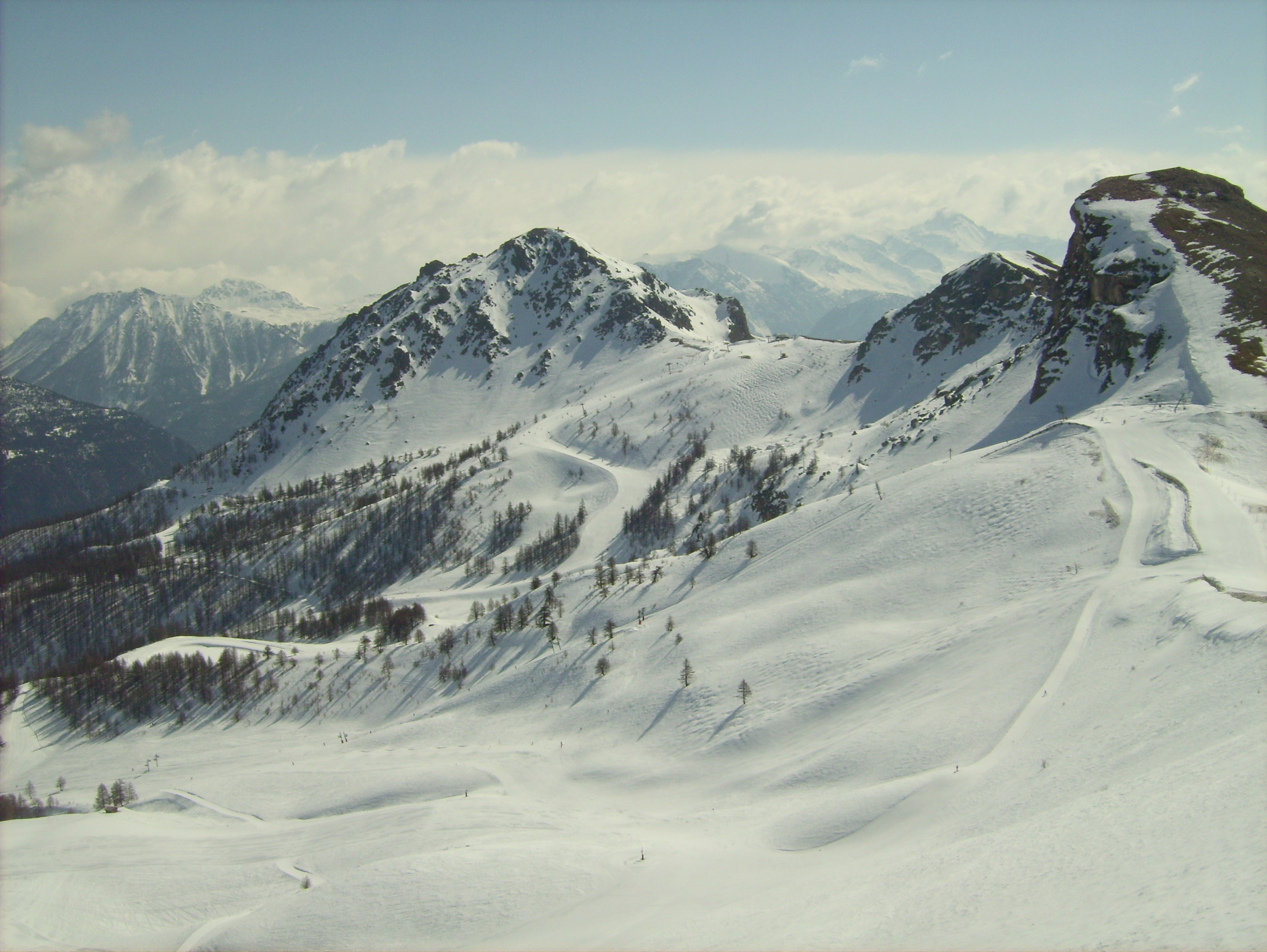
Prorel, liaison entre Chantemerle et Briançon, station de Serre Chevalier